# Старокадомский, Леонид Михайлович
Леони́д Миха́йлович Старока́домский (27 марта [8 апреля] 1875, Саратов — 27 января 1962, Москва) — русский врач, полярный исследователь.

## Биография
Родился в семье железнодорожника. В 1894 году окончил Вторую Санкт-Петербургскую гимназию.
В 1899 году окончил с отличием Военно-медицинскую академию. Служил в 7-м Ревельском пехотном полку, в Брест-Литовском госпитале, с 1903 года — в Кронштадтском госпитале. При вскрытии тела погибшего матроса по неосторожности заразился трупным ядом, и ему по локоть ампутировали левую руку; по ходатайству командования был оставлен на службе.
В 1905 году после окончания войны с Японией входил в состав комиссии по медицинскому освидетельствованию в Японии российских военнопленных, которых возвращали на родину. Вернулся в Петербург морским путём и, несмотря на страдания от морской болезни, «заболел» морем. 28 ноября 1906 года произведен в чин надворного советника.
16 (23) мая 1909 года защитил докторскую диссертацию «К вопросу об экспериментальном артериосклерозе». В 1910—1915 годах участвовал в качестве старшего врача в Гидрографической экспедиции в Северный Ледовитый океан на ледоколах «Таймыр» и «Вайгач», возглавлявшейся Б. А. Вилькицким. Выполнял хирургические операции (одной рукой!); собрал значительные коллекции морских и наземных животных, а также растений; вёл дневники (опубликован: «Экспедиции Северного Ледовитого океана» / «Пять плаваний в Северном Ледовитом океане»).
Зимой 1912—1913 гг. вместе с Э. Е. Арнгольдом по инициативе П. А. Новопашенного был направлен на морские биологические станции в Вильфранш и Неаполь для стажировки, знакомства с новым гидробиологическим оборудованием, совершенствования техники отбора и консервирования проб планктона и бентоса.
В годы Первой мировой войны — младший, затем старший врач 1-го Балтийского флотского экипажа; с 1916 года — заведующий санитарной частью управления постройки Мурманской железной дороги и морских баз. 9 февраля 1915 года произведен в чин коллежского советника.
В период Гражданской войны, в 1918—1920 годах, — санитарный инспектор Архангельского военно-морского порта, в 1921 году — главный санитарный инспектор Рабоче-Крестьянского Красного флота. С 1922 года — начальник Морского санитарного отдела Главного военно-санитарного управления.
В 1930 году перешёл в торговый флот. 
В связи с делом о вредительстве в Главном военно-санитарном управлении РККА 10 мая 1931 года осуждён по статье 58-7 УК РСФСР Коллегией ОГПУ к высылке в Восточную Сибирь на три года (Старокадомскому было разрешено оставаться в Москве); 16 августа 1933 года высылка была отменена, 18 декабря 1944 года постановлением Особого совещания при Народном комиссариате внутренних дел СССР судимость снята. 
Участвовал в полярной экспедиции 1932—1934 годов на ледорезе «Фёдор Литке», во 2-й Колымской экспедиции Наркомвода 1934—1935 гг.
С 1936 года работал в Центральной научно-исследовательской лаборатории гигиены и санитарии водного транспорта Минздрава СССР.
Похоронен на Введенском кладбище рядом с сыном (25 уч.).

## Награды
Награждён орденами:
- Св. Анны 3-й степени (1912)
- Св. Станислава 2-й степени (06.12.1913)
- Св. Владимира 4-й степени (12.11.1915).

Награждён медалями: 
- Светло-бронзовой «За поход в Китай 1900—1901 гг.» (1902)
- Тёмно-бронзовой «В память русско-японской войны» (1906)
- Серебряной Красного Креста «В память русско-японской войны» (1906)
- Светло-бронзовой «В память 300-летия Царствования Дома Романовых» (1913)
- Светло-бронзовой «В память 200-летия морского сражения при Гангуте» (1915).
- «За доблестный труд в Великой Отечественной войне 1941—1945 гг.» (1946)

Предоставлено право ношения Знака Красного Креста (1902).

## Семья
Жена — Анна-Элиза Ивановна Госс, евангелическо-лютеранского вероисповедания; домашняя учительница.Сын Михаил (1901—1954) — советский композитор, органист и педагог. Лауреат Сталинской премии 3-й степени (1952).
Дочь Екатерина (1898—1979).

## Научная деятельность
Автор свыше 130 публикаций по вопросам морской гигиены, гидробиологии полярных морей, а также ряда статей в Большой Советской энциклопедии.
Владел несколькими иностранными языками, перевёл на русский язык ряд научных медицинских изданий.

### Избранные труды
- Бурштын С. Е. Краткий курс военно-санитарной администрации : Пособие для студентов медиц. вузов и врачей запаса / Сост. при участии: М. Ф. Куриловского, И. И. Ламкина, Д. Н. Лукашевича, Л. М. Старокадомского. — Л.: Воен.-мед. акад. РККА. Касса взаимопомощи, 1928. — 159 с.
- Кутуков С. Н., Старокадомский Л. М. Неотложная медицинская помощь на судах торгового флота в военное время. — М.: Мор. транспорт, 1943. — 64 с.
- Мархасев М. Г., Соловьев В. В., Старокадомский Л. М., Терешкович А. М., Чалеев Д. Ф. Судовая гигиена : Краткое руководство по судовой гигиене и сан. технике / Ред.: И. Л. Коган. — М.; Свердловск: Медгиз, 1945. — 159 с. — 3000 экз.
- Старокадомский Л. М. Гигиена краснофлотца на корабле. — М.; Л.: Гос. изд-во. Отд. воен. литературы, 1929. — 84 с. — (Библиотека красноармейца / СССР).
- Старокадомский Л. М. Зоологические станции транспорта «Таймыр» в 1913 г // Ежегодник Зоол. музея Акад. наук. — 1916. — Т. 21. — С. XXVII-L.
- Старокадомский Л. М. К вопросу об экспериментальном артериосклерозе : (Эксперим. и сравнит.-патол.-анат. исслед.) : Дис. ... д-ра мед. — тип. Мор. м-ва, 1909. — 102 с. — (Серия докторских диссертаций, допущенных к защите в Военно-медицинской академии в 1908—1909 учебном году ; № 37).
- Старокадомский Л. М. Краткие замечания о плавании транспорта «Таймыр» в 1911 году // Мор. врач. — 1912. — № июль.
- Старокадомский Л. М. Обзор плавания ледокола «Таймыр» через тропики в Северный Ледовитый океан в медицинском отношении. — [СПб.]: тип. Мор. м-ва, [1911]. — 9 с. — (Из «Мед. приб. к Мор. сб.» за февр. 1911 г.).
- Старокадомский Л. М. Открытие новых земель в Северном Ледовитом океане : [Плавание Гидрограф. экспедиции Сев. Ледовитого океана в 1913 г.]. — Петроград: ред. «Мор. сб.», 1915. — 74 с.
- Старокадомский Л. М. Памятка по охране здоровья матроса морского торгового флота. — М.: Морской транспорт, 1940. — 16 с. — 2000 экз.
- Старокадомский Л. М. Руководство по гигиене морского транспорта. — М.: Медгиз, 1957. — 246 с. — 2500 экз.
- Старокадомский Л. М. Через Ледовитый океан из Владивостока в Архангельск. — Петроград: тип. Мор. м-ва, 1916. — 88 с.
- Старокадомский Л. М. Экспедиции Северного Ледовитого океана. — М.; Л., 1946. || Старокадомский Л. М. Пять плаваний в Северном Ледовитом океане. 1910—1915. — 2-е изд., испр. и доп. — М.: Географгиз, 1953. — 340 с. — 25 000 экз. || . — 3-е изд. — М.: Географгиз, 1959. — 295 с. — 10 000 экз.
- Старокадомский Л. М., Соловьёв В. В. Гигиена на морских судах. — М.: Водтрансиздат, 1954. — 143 с. — 5000 экз.

переводы
- Дамон С. Р. Пищевые инфекции и пищевые отравления / Пер. с англ. Л. М. Старокадомского. — М.; Л.: Гос. мед. изд-во, 1930. — 240 с.
- Кебот Р. К. Учебник диагностики внутренних болезней : С 271 рис. в тексте / Пер. с англ. Л. М. Старокадомского. — М.; Л.: Биомедгиз, 1934. — 416 с.
- Линдеман В. Токсикология химических боевых веществ / Пер. с польск. Л. М. Старокадомского. — М.: Изд-во Наркомздрава РСФСР, 1928. — 423 с.
- Прайор Дж. Ч. Морская гигиена / Пер. с англ. Л. М. Старокадомского. — М.; Л., 1930.
- Фикера Г. Эндогенные факторы развития опухолей и современное состояние биологической терапии / Пер. Л. М. Старокадомского. — Биомедгиз, 1936. — 78 с.

## Память
Именем Старокадомского назван открытый им остров (1913) в юго-восточной части архипелага Северная Земля.